# Nicaragua i olympiska sommarspelen 1968
Nicaragua deltog med elva deltagare vid de olympiska sommarspelen 1968 i Mexico City. Ingen av landets deltagare erövrade någon medalj.